# Karl Marx (Komponist)

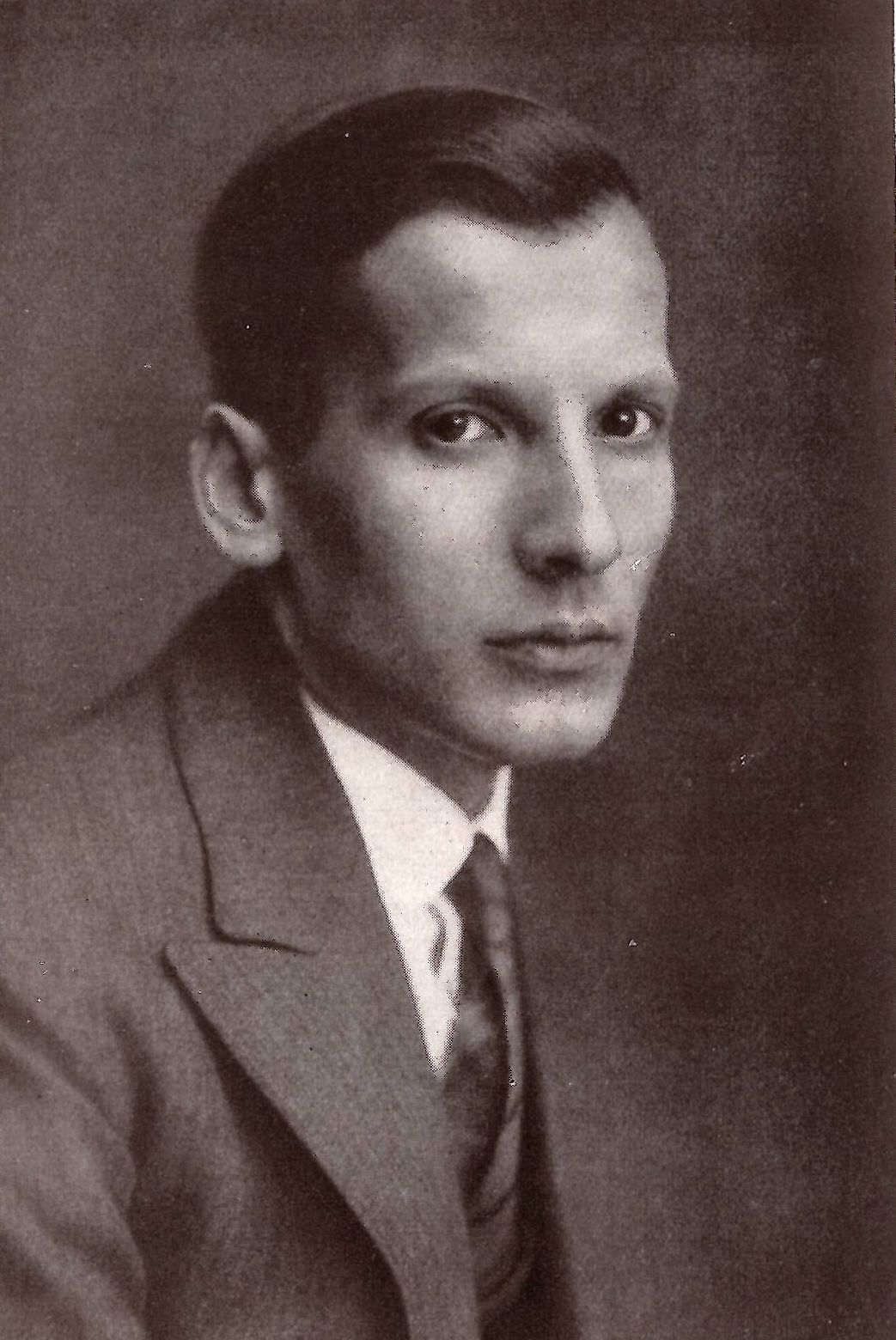
Karl Marx, um 1931

Karl Marx (* 12. November 1897 in München; † 8. Mai 1985 in Stuttgart) war ein deutscher Komponist und Musikpädagoge.

## Leben
Karl Marx war Sohn des Obersteuersekretärs Josef Marx und dessen Ehefrau Emilie, geb. Eheberg.
Nach frühem Violin- und Klavierunterricht studierte er 1916 zunächst Naturwissenschaften an der Ludwig-Maximilians-Universität München. Die Begegnung mit Carl Orff, bei dem er nach dem Ersten Weltkrieg privat Tonsatzunterricht nahm, war entscheidend für seinen Entschluss, sich beruflich der Musik zuzuwenden. 1920–1922 studierte Marx an der Akademie der Tonkunst in München Komposition bei Anton Beer-Walbrunn und Dirigieren bei Eberhard Schwickerath und Siegmund von Hausegger. 
Von 1924 bis 1935 war Marx Solorepetitor der Gesangsklasse von Felix von Kraus; von 1935 bis 1939 leitete er eine eigene Interpretationsklasse für Lied- und Oratoriensänger an der Akademie der Tonkunst in München und unterrichtete zwischen 1929 und 1939 dort auch Harmonie- und Formenlehre. 1928–1939 leitete er den Chor des Münchener Bachvereins, bis 1931 zusammen mit Edwin Fischer, bis 1933 mit Carl Orff.
In dieser Zeit entstanden erste Vertonungen von Texten Rainer Maria Rilkes; einen ersten großen Erfolg hatte Marx mit der Rilke-Motette Werkleute sind wir op. 6 beim Tonkünstlerfest 1928 in Schwerin und den VII. Weltmusiktagen der Internationalen Gesellschaft für Neue Musik (ISCM World Music Days) 1929 in Genf.
In der Folge wurden seine Werke von führenden Interpreten aufgeführt, u. a. das Klavierkonzert op. 9 durch Edwin Fischer unter Eugen Jochum, das Bratschenkonzert op. 10 in Berlin unter Hermann Scherchen und die Passacaglia op. 19 von den Berliner Philharmonikern unter Wilhelm Furtwängler. 1932 wurde Marx mit dem Musikpreis der Stadt München ausgezeichnet.
Nach 1933 sah sich Marx Diffamierungen der nationalsozialistischen Presse ausgesetzt, sein Name verschwand nach und nach aus den Konzertprogrammen. Rückblickend schrieb er darüber 1963 an Fred K. Prieberg: „[…] meine Werke – vor allem die größeren – verschwanden nach der ‚Machtübernahme‘ fast völlig aus den Konzertprogrammen, woran vermutlich weniger der Stil der Werke als mein ‚aggressiver‘ Name schuld gewesen sein dürfte“. Dagegen sprechen allerdings zahlreiche Aufführungen zwischen 1939 und 1944. Vor allem Felix Oberborbeck, der Leiter der von den Nationalsozialisten gegründeten Reichhochschule für Musikerziehung in Graz Eggenberg, dirigierte in Graz und in der Steiermark immer wieder Werke von Karl Marx. Marx stellte Oberborbeck (NSDAP-Mitglied seit 1933) in dessen Entnazifizierungsverfahren 1948 einen sogenannten „Persilschein“ aus. Marx wurde aber auch etwa in München 1941 im Rahmen der Süddeutschen Tonkünstlerwoche aufgeführt.
Die Behauptungen, die Michael H. Kater in seinem Buch Die mißbrauchte Muse aus dem Jahr 2000 über die angebliche NS-Vergangenheit von Karl Marx aufstellt, halten Prieberg zufolge keiner Überprüfung stand. Zugleich konstatierte Prieberg bei Marx „ungenaue Erinnerung“. So habe der Komponist dem Autor gegenüber zahlreiche Werke, die in den Liederblättern der NS-Organisation Kraft durch Freude oder in den Liederblättern der Hitler-Jugend erschienen sind, verschwiegen.
An der Akademie der Tonkunst hatte er, da er nicht der NSDAP angehörte, keine weitere berufliche Zukunft zu erwarten. Umso erstaunlicher ist, dass Karl Marx einen Ruf an die nach der Machtergreifung durch die Nationalsozialisten in Österreich neugegründete Hochschule für Musikerziehung in Graz erhielt und diesen auch annahm (von 1940 bis 1945 unterrichtete er Tonsatz, Formenlehre und Komposition), zumal die Auswahl der Lehrenden und Studierenden an dieser Hochschule hauptsächlich nach parteipolitischen Gesichtspunkten erfolgte.
Der kompositorische Schwerpunkt verlagerte sich zunehmend auf Chor- und Laienmusik, es entstand u. a. die Rilke-Kantate zu Worten aus dem Stunden-Buch op. 43, 1942. Zu den bekanntesten Liedern von Marx gehört Jeden Morgen geht die Sonne auf nach Worten von Hermann Claudius.
1946–1966 lehrte Marx Tonsatz und Komposition an der Staatlichen Hochschule für Musik in Stuttgart, ab 1955 als Leiter der Abteilung Schulmusik. 1953 wurde die Kantate Und endet doch alles mit Frieden nach Worten aus dem Hyperion von Friedrich Hölderlin für Soli, Chor und Orchester op. 52 uraufgeführt. Marx wurde 1954 in den Deutschen Musikrat (1977 Ehrenrat) berufen. 1963 war er für 3 Monate Ehrengast der Deutschen Akademie „Villa Massimo“ in Rom. 1966 wurde ihm das Bundesverdienstkreuz 1. Klasse verliehen.
Karl Marx nennt einmal zwei Wesenszüge, die seine Musik kennzeichnen: Sparsamkeit in der Anwendung der Mittel und konstruktives Denken, und fährt fort: „Daneben steht das Bekenntnis zur Melodie, das vom Umgang mit dem Volkslied ebenso beeinflusst ist wie von der Begegnung mit der vorklassischen Polyphonie“. 

## Werke (Auswahl)

### Werke für Orchester
- Passacaglia op.19 (1932)
- Festliches Vorspiel op. 34/1 (1936/39)
- 15 Variationen über ein deutsches Volkslied „Was wolln wir auf den Abend tun“ op. 34/2 (1938)
- Musik für Streichorchester nach alpenländischen Volksliedern (1940)
- Partita für Streichorchester über „Es ist ein Ros entsprungen“ (1953)
- Festliches Vorspiel (1956)
- Konzert für Streichorchester (1964), (Neufassung der Passacaglia op. 19)
- Fantasia sinfonica op. 67 (1967), (Neufassung 1969)
- Fantasia semiseria op. 75 (1977)
- Reflexionen für Streichorchester über die Motette „Herr, du erforschest mich“ nach Psalm 139 op. 77a (1980)

### Konzerte
- Konzert für zwei Violinen und Orchester a-Moll op. 5 (1926)
- Konzert für Klavier und Orchester e-Moll op. 9 (1929), (Neufassung 1980)
- Konzert für Bratsche und Orchester c-Moll op. 10 (1929)
- Konzert für Violine und Orchester C-Dur op. 24 (1935)
- Konzert für Flöte und Streichorchester Es-Dur op. 32 (1937)
- Fantasia concertante für Violine, Violoncello und Orchester op. 68 (1972)

### Musik für Bläser
- Divertimento für 16 Blasinstrumente op. 21 (1934)
- Turmmusik für drei Trompeten und drei Posaunen; Pauken ad lib. Op. 37/1 (1938)
- Bläsermusik in vier Sätzen für drei Trompeten und drei Posaunen (1975)

### Kammermusik

#### Duos
- Sonatine in G für Violine und Klavier op. 48/2 (1948)
- Sonatine in C für Flöte und Klavier op. 48/3 (1949)
- Sonatine in D für Sopranblockflöte und Klavier op. 48/4 (1949)
- Sonatine in G für Altblockflöte und Klavier (oder Cembalo mit Gambe ad lib.) op. 48/6 (1951)
- Musik in drei Sätzen für Geige und Klavier op. 53/1 (1953)
- Sonate für Violoncello und Klavier op. 62/1 (1965)
- Sechs Miniaturen für Oboe d’amore und Cembalo op. 62/2 (1974)
- Elegie für Viola da Gamba und Cembalo op. 62/4 (1976) Neufassung für Bassklarinette und Klavier op. 62/4a (1981)
- Duo Domestico für Violine und Viola op. 81/2 (1982)

#### Trios
- Trio für Flöte, Violoncello und Klavier op. 61 (1962)
- Variationen über einen Klang, Scherzo und Kanzone für Klavier, Violine und Violoncello  op. 73 (1978)
- Trio für Klavier, Violine und Violoncello über Gesänge aus der Südsee op. 78 (1980), (Neufassung von op. 69)

#### Quartette
- Streichquartett in g-Moll op. 7 (1927)
- Musik in zwei Sätzen für Blockflötenquartett oder andere Instrumente, op. 53/2 (1954)
- Zwölf Variationen über „Nun laube, Lindlein, laube“ für Blockflöten-Quartett oder andere Instrumente op. 53/3 (1954)
- Sechs Variationen über „Es taget vor dem Walde“ für vier Gitarren (1957)
- Musik für Blockflöten-Quartett nach plattdeutschen Volksliedern (1963)
- Partita über „Ein feste Burg“ für Streichquartett oder Streichorchester (1967)
- Quartettino für Sopranblockflöte (oder Querflöte), Oboe, Viola da Gamba (oder Violoncello) und Cembalo op. 62/3 (1975)
- Capriccio für Streichquartett op. 86/1
- Tango nostalgico für Streichquartett op. 86/2

#### Quintett bis Septett
- Achtzehn Variationen über ein altes englisches Volkslied für zwei Blockflöten in f, Oboe, Geige, Bratsche und Violoncello op. 30 (1937)
- Divertimento in F-Dur für Flöte, Geige, Bratsche, Violoncello und Klavier op. 21a (1943)
- Kammermusik für sieben Instrumente (Flöte, Oboe, Gambe, Cembalo, Geige, Bratsche, Violoncello) op. 56 (1955)
- Quintett für Flöte, Oboe, Klarinette, Horn und Fagott über Gesänge aus der Südsee op. 69 (1973)

### Solo-Instrumente
- Drei Etüden für Altblockflöte (1958)
- Fantasie für Violine allein (1966)
- Partita über „Was Gott tut“ für Flöte solo (1979)

### Klaviermusik
- Klaviermusik nach Volksliedern op. 40 (1940)
- Sonatine in A für Klavier op. 48/1 (1948)
- Sonatine in E für Klavier zu vier Händen op. 48/5 (1951)
- Klaviermusik nach Volksliedern, Zweite Folge op. 59 (1960)

### Orgelmusik
- Variationen für die Orgel op. 20 (1933)
- Toccata für die Orgel op. 31 (1937)

### Spielmusik für Laien
- Ein kleines Flötenbuch zum Singen und Spielen für zwei Blockflöten, Violine, Singstimme ad lib. op. 27a (1937)
- Kleine musikalische Reise in Liedern und Tänzen für Flöten und Geigen oder andere Instrumente, Singstimmen ad lib. op. 27b (1938)
- Kleine Weihnachtsmusik für drei Blockflöten oder andere Instrumente op. 27c (1938)
- Kleine Suite nach Tänzen aus Leopold Mozarts Notenbuch für Wolfgang für Blockflötenquartett, Streichquartett oder andere Instrumente (1938)
- Spielmusik für Streichquartett oder -orchester mit Blasinstrumenten ad lib. (1941)
- Klavierbüchlein für Peter (1948)
- Flötenbüchlein für Klaus, 16 kurze Stücke für Sopranblockflöte und Klavier (1950)
- Zweite Suite nach Klavierstücken aus Leopold Mozarts Notenbuch für Wolfgang für Blockflötenquartett, Streichquartett oder andere Instrumente (1961)
- Balletische Partita nach Klavierstücken aus dem „Musikalischen Blumenbüchlein“ des Joh. Casp. Ferd.Fischer für Blockflötenquartett, Streichquartett oder andere Instrumente (1971)

### Vokalmusik

#### Gemischter Chor

##### Mit Orchester
- Rilke-Kantate zu Worten aus dem „Stundenbuch“ für Sopran, Bariton, gemischten Chor und Orchester op. 43 (1942)
- Und endet doch alles mit Frieden, Kantate nach Worten aus dem „Hyperion“ von Friedrich Hölderlin für Soli, Chor und Orchester op. 52 (1952)
- Raube das Licht aus dem Rachen der Schlange, Kantate nach Worten von Hans Carossa für Bariton, Chor und Orchester op. 57 (1957)
- Schweige unseres Alltags Plage, Kantate auf Worte von Albrecht Goes für Chor, Einzelstimmen und Orchester (1960)

##### Mit Streich- oder Kammerorchester oder Einzelinstrumenten
- Die heiligen drei Könige (Rainer Maria Rilke) für Sopran, gemischten Chor und Instrumente op. 28 (1936)
- Maienkantate über ein altes Tanzlied aus dem Rheinlande für gemischten Chor und Instrumente (1937)
- Kantate zum Erntefest nach Worten von Heinz Grunow für Vorsänger, Chor und Instrumente op. 38 (1918)
- Von Opfer, Werk und Ernte, Kantate nach Gedichten von Hermann Claudius für Chor, Einzelsänger und Instrumente op. 36 (1938)
- Auftrag und Besinnung, Kantate zur Schulentlassung nach verschiedenen Dichtern für gemischten Chor und kleines Orchester (1961)
- Von den Jahreszeiten der Liebe nach Versen von Mascha Kaléko für Chor und sieben Instrumente op. 60 (1961)
- Als Jesus von seiner Mutter ging, Passionskantate über eine alte Weise aus dem Buchenland für Sopran, Bariton, gemischten Chor und Instrumente (1961)
- Versöhnender, Kantate über ein Fragment aus den Vorstufen zur „Friedensfeier“ von Friedrich Hölderlin für gemischten Chor und Streichorchester op. 70/2
- Wunder über Wunder, Drei Gedichte von Joseph von Eichendorff für gemischte Stimmen und Klavier op. 79 (1971/81)

##### Chor a cappella
- Drei gemischte Chöre nach Dichtungen von Rainer Maria Rilke op. 1 (1924)
- Vier Madrigale für gemischten Chor op. 3 (1926)
- Drei Gesänge für gemischten Chor nach Christian Morgenstern op. 4 (1925)
- Werkleute sind wir, Motette für achtstimmigen gemischten Chor a cappella nach Worten aus dem „Stundenbuch“ von Rainer Maria Rilke op. 6 (1927)
- Zwei Gesänge für gemischten Chor nach Rainer Maria Rilke op. 11 (1929)
- Mensch, was du liebst, Motette für zwei Chöre a cappella nach Angelus Silesius op. 12 (1930)
- Lieder nach alten Texten für gemischte Stimmen nach verschiedenen Dichtern op. 13 (1930)
- Leben begehren ist der Welt Trost allein op. 15/1,
- Um diese Welt ist’s also getan op. 15/2 (1930/32), zwei Motetten für vierstimmigen gemischten Chor nach alten Dichtungen und Buch Hiob
- Vier Lieder nach Texten von Klabund op. 16 (1931)
- Drei Chorlieder nach Worten von Matthias Claudius op. 18b (1933)
- Spruch „Blumen reicht die Natur“ nach J. W. von Goethe für vier gemischte Stimmen (1935)
- Chorliederbuch nach Gedichten von Hermann Claudius für gemischten Chor op. 39 (1939)
- Novembertag nach Worten von Christian Morgenstern für gemischten Chor (1940)
- Drei Chöre nach Gedichten von Fritz Diettrich für vierstimmigen gemischten Chor op. 46 (1944)
- Drei Gesänge nach Gedichten von Rainer Maria Rilke für gemischten Chor op. 47 (1946)
- Gott, schweige doch nicht also, Motette für gemischte Stimmen nach Worten aus dem 83. Psalm op. 51/1 (1950)
- Wenn mein Stündlein vorhanden ist, Motette für vier gemischte Stimmen op. 51/2 (1953)
- Heitere Verse von Wilhelm Busch und Eugen Roth für gemischte Stimmen op. 54 (1954)
- Bist du auch Meere weit nach Ludwig Derleth,
- Abschiedslied von Georg von der Vring, zwei Liebeslieder aus op. 42, Fassungen für gemischten Chor (1956)
- Gedenke an deinen Schöpfer, Motette nach Prediger 12 für vier gemischte Stimmen op. 51/3 (1959)
- Quattuor Carmina Latina nach Catull und Horaz für gemischten Chor (Klavier ad lib.) op. 64 (1966)
- Chorzyklus 1974 nach Worten von J. W. von Goethe, Matthias Claudius, Joseph von Eichendorff, Martin Opitz und Albrecht Goes op. 71 (1974)
- Fünf Gesänge nach Mörike, Schiller, J. Paul und Goethe für gemischten Chor op. 74 (1976)
- …meiner Sehnsucht grüner Kahn, vier Gedichte von Jörg Modlmayr für gemischten Chor op. 76 (1978)
- Herr, Du erforschest mich, Motette nach Worten aus dem 139. Psalm für gemischten Chor op. 77 (1979)
- Nachlese, neun Gesänge für gemischten Chor (Endfassungen) op. 80 (1981)
- Five English Poems (Wordsworth, Anonymus um 1600, L. Hunt, C. Patmore, Longfellow) für vier gemischte Stimmen op. 82 (1975/82)
- Wandrers Nachtlied – Phänomen nach J. W. von Goethe für gemischten Chor op. 83 (1982)
- Sechs Sprüche aus dem „Cherubinischen Wandersmann“ von Angelus Silesius für gemischten Chor op. 84 (1984)
- Zwei Motetten nach Joh. G. Herder für gemischten Chor op. 85 (1984)
- Missa brevis für gemischten Chor op. 87 (1985)

##### Liturgische Musik
- Deutsche Liedmesse für drei gemischte Stimmen und drei Instrumente (1949)
- Deutsches Proprium vom Feste Mariä Himmelfahrt für Sopran, gemischten Chor und Orgel ad lib. (1951)
- Fünf kleine Festmotetten für drei gemischte Stimmen mit Instrumenten ad lib. (1953)
- Such, wer da will, ein ander Ziel, Motette für drei Stimmen und Instrumente ad lib. (1949)
- Lobt Gott, den Herrn der Herrlichkeit, Motette für drei gemischte Stimmen und 2 Violinen ad lib. (1949)
- Mein schönste Zier und Kleinod bist, Choralkantate für Gemeindegesang, gemischten Chor und vierstimmigen Bläser-Chor (1954)
- Nun freut euch, lieben Christen gmein, Choralkantate für Gemeindegesang, gemischten Chor und fünfstimmigen Bläser-Chor (1955)
- Meine Seele erhebt den Herrn, das Magnifikat deutsch für Kantor, Choralchor und Figuralchor (1955)
- Befiehl du deine Wege, Motette für dreistimmigen Chor und Gemeindegesang, Instrumente ad lib. (1957)
- Sei Lob und Ehr dem höchsten Gut für drei Chöre (acht gemischte Stimmen), Instrumente ad lib. (1962)
- Psalmen 18 (19), 64 (65), 91 (92), 135 (136), 147, Lobgesang des Baruch für Kantor, Chor und Orgel (1963-67)
- Eine große Anzahl Liedsätze a cappella und mit verschiedenen Instrumenten ad lib. (1932–1970)
- Eine Anzahl Orgel-Vorspiele und -Begleitsätze (1944–1968)

##### Kantaten und Lieder für Laien
- Lob des Sommers, kleine Kantate für drei Singstimmen und drei Instrumente nach Worten aus dem 17. Jahrhundert (1937)
- Tanzlied im Maien für Singstimmen und Instrumente (1938)
- Gehn täglich viele Leute (Dichter unbekannt), Liedkantate für Chor und Instrumente (1953)
- Musik, du edle Trösterin, Kantate nach verschiedenen Dichtern für gemischte Stimmen und Instrumente (1954)
- For what we have received, „Ormesby Grace“, Tischgebet für drei gemischte Stimmen (1931)
- Morgenlied eines Bauersmanns (Matthias Claudius) für drei gemischte Stimmen (1938)
- Zeit der Reife (Hermann Claudius) für drei gemischte Stimmen (1939)
- Hochzeitsgesang (Bernt von Heiseler) für vier gemischte Stimmen (1940)
- Frühling, der die Welt umblaut (Conrad Ferd. Meyer) für drei gemischte Stimmen (1941)
- Täglich zu singen (Matthias Claudius) und andere alte und neue Lieder für vier gemischte Stimmen, davon 11 Bearbeitungen und 8 mit eigener Melodie („Jeden Morgen geht die Sonne auf“, „Der Mensch hat nichts so eigen“ etc.) nach Texten von Matthias und Hermann Claudius, Simon Dach u. a. (1938–1954)

##### Liedkantaten und Liedsätze (Bearbeitungen) für Laien
- Weihnachtskantate über das Lied „Vom Himmel hoch, o Engel kommt“ für drei Sing- und drei Instrumentalstimmen (1932)
- Frau Musica singt (Martin Luther) für drei gemischte Stimmen und zwei Instrumente (1937)
- Wie schön blüht uns der Maien für drei gemischte Stimmen (1938)
- Es geht eine dunkle Wolk herein für vier gemischte Stimmen (1938)
- Sagt an, wer ist doch diese für drei gemischte Stimmen und Geige ad lib. (1947)
- Laßt uns erfreuen herzlich sehr für drei gemischte Stimmen (1947)
- Und unser lieben Frauen für drei gemischte Stimmen (1947)
- Der Winter ist vergangen, Jetzt kommen die lustigen Tage, Und in dem Schneegebirge, O Tannenbaum, Wenn alle Brünnlein fließen, Jetzt kommt die fröhliche Sommerzeit, Der Kuckuck auf dem Turme saß (holländ.), sieben Liedkantaten für gemischten Chor und Instrumente (1953)
- Ei wohl eine schöne Zeit, Alte und neue Lieder in Sätzen für drei gemischte Stimmen (1939–1954)
- Schoon Jonkfrouw, ik moet u klagen, Al onder de Weg und vier weitere flämische Volkslieder für drei oder vier Stimmen, mit und ohne Instrumente (1958–1965)
- A la claire fontaine und zwei weitere französische Volkslieder (1952–1965)
- I will give my love an apple, Kantate für dreistimmigen gemischten Chor und Instrumente  (1959)
- Derby Ram, Kantate für dreistimmigen Chor und Instrumente (1959)
- Jardin d’amour für vier gemischte Stimmen (1959)
- Au clair de la lune für dreistimmigen gemischten Chor und Instrumente (1959)
- Sù, saltè, ballè, putele (Mädchen, tanze, sing und springe), Kantate über ein venezianisches Volkslied für gemischten Chor und Instrumente (1960)
- Es liegt ein Schloß in Österreich, kleine Kantate nach einer alten Volksballade für Solostimmen, gemischten Chor und Instrumente (1962)
- J’ai tant pleuré (Roussillon) für gemischten Chor (1973)
- Ého, ého, ého (Burgund) für gemischten Chor (1973)
- Mamma, o mamma dimmi für gemischte Stimmen (1973)
- Jetzt kommt die Zeit für vier gemischte Stimmen (1979)

#### Chor für gleiche Stimmen

##### Mit Orchester
- Ihr müßt wandern unermüdlich, Kantate nach Worten von Hans Carossa für Frauenstimmen und Instrumente op. 57a (1957)
- Halt hoch dich über dem Leben, Kantate nach Worten von Joseph von Eichendorff für Frauenstimmen und Instrumente op. 58 (1957)

##### A cappella und mit einzelnen Instrumenten
- Vier Lieder nach Texten von Klabund für vierstimmigen Frauenchor op. 16 (1931)
- Abendständchen (Clemens Brentano) für Frauenchor und Sopranblockflöte (1935)
- Das kleine Federspiel, Kantate zu Worten aus „Des Knaben Wunderhorn“ für dreistimmigen Frauenchor und zwei Sopranblockflöten (1935)
- Elf Männerchöre nach Gedichten von Ludwig Derleth aus „Der fränkische Koran“ (1951)
- In dieses Herbstes Stunden, Lieder und Gesänge nach verschiedenen Dichtern op. 55 (1935–1954)
- Pfirsichblüte (Klabund) für drei Frauenstimmen in „Lieber Nachbar“, Alte und neue Lieder in Sätzen für gleiche Stimmen (1938)
- Drei Gedichte von Hermann Hesse für Frauenchor op. 66 (1957–1966)
- Proprium zum Ostersonntag für dreistimmigen Frauenchor (1972)

##### Kantaten und Lieder für Laien
- Schein uns, du liebe Sonne (Dichter unbekannt), Glück (Hermann Stehr) für drei Frauenstimmen (1940)
- Juchhe, der erste Schnee (Worte Karl Marx), Wie hoch ist der Himmel (Textfassung A. Muggenthaler), zwei Kantaten für Kinderchor und Instrumente (1962)
- Endlich ist es nun soweit (R. Habetin) für drei gleiche Stimmen (1965)

##### Liedkantaten und Liedsätze (Bearbeitungen) für Laien
- All mein Gedanken und andere Liedsätze für drei Frauenstimmen in  „Lieber Nachbar“ (1935–1955)
- Kein schöner Land, Die Gedanken sind frei und andere Liedsätze für Männerchor in „Nagels Männerchorbuch“ (1952)
- Ihr kleinen Vögelein (A. E. Kopp nach Angelus Silesius) für dreistimmigen Frauenchor und Instrumente (1954)
- Freut euch, ihr Schäfersleut und Widewidewenne, zwei Kinderkantaten für Singstimme und Instrumente (1954)
- The Tailor and the Mouse, Kantate für Kinderchor und Instrumente nach einem englischen Volkslied (1957)
- Sur le pont d’Avignon, Liedkantate für gleiche Stimmen (Kinderstimmen) und Instrumente (1957)
- Lavender’s Blue, English Folk Song für Kinderchor und Instrumente (1961)
- Il était un petit navire (Es war einmal ein Segelschiffchen), Kantate für dreistimmigen Chor und Instrumente (1964)

#### Sologesang

##### Mit Orchester
- Gebete der Mädchen zur Maria, Liederzyklus nach Rainer Maria Rilke für Sopran und Streichorchester op. 2 (1924, Endfassung 1948)
- Rilke-Kreis für Mezzosopran und Kammerorchester op. 8 (1952, Originalfassung für Klavier 1920–1927)
- Drei Gesänge zu Worten von Stefan George für mittlere Singstimme und Kammerorchester op. 22 (1934)
- Fragment aus „Mnemosyne“ von Friedrich Hölderlin für Sopran und Streichorchester op. 70/1 (1973)
- Die Entschlafenen nach Worten von Friedrich Hölderlin für Sopran und Streichorchester op. 70/3 (1974)

##### Mit Einzelinstrumenten
- Die unendliche Woge (Klabund), kleine Kammerkantate für Tenor, Klarinette (oder Bratsche) und Violoncell op. 14 (1930)
- Neuer Rilke-Kreis, fünf Gesänge aus dem „Buch der Bilder“ für eine mittlere Singstimme, zwei Flöten, zwei Bratschen und zwei Violoncelli op. 17 (1931)
- Vier Gesänge vom Tage nach verschiedenen Dichtern für Bass und Streichquartett (auch Streichorchester) op. 25 (1936)
- Botschaft, Kantate nach Worten von Friedrich Georg Jünger für eine Sopranstimme, zwei Altblockflöten (oder Querflöten) und Streichquintett (oder kleines Streichorchester) op. 41a (1942)
- Drei Liebeslieder (G. von der Vring, Will Vesper, Ludwig Derleth) für Sopran und Streichquartett op. 42a (1942)
- Da Christus geboren war, Weihnachtskantate über eine alte Weise für Altstimme, Flöte, Geige, Gambe (oder Violoncello) und Cembalo (auch Orgel oder Klavier) (1951)
- Nur einen Schritt noch (Luise Resatz), Kantate für Sopran-, Tenor- und Bariton-Solo, vier Blockflöten, Querflöte, Violine, Violoncello und Cembalo op. 72 (1975)

##### Mit Klavier und Einzelinstrumenten
- Rilke-Kreis, fünf Lieder für eine Singstimme und Klavier op. 8 (1920–1927)
- Vierzehn Lieder nach Gedichten von Hermann Claudius für Singstimme und Klavier op. 26 (1936)
- Neue Lieder nach Gedichten von Hermann Claudius für Singstimme und Klavier op. 29 (1937)
- Frühlingstau in deinen Augen (Ludwig Derleth), Kammerkantate für Altstimme, Blockflöte und Klavier op. 38 (1939)
- Botschaft, Kantate nach F. G. Jünger für Sopran, zwei Altblockflöten und Klavier op. 41 (1940)
- Liebeslieder nach verschiedenen Dichtern für eine Singstimme und Klavier op. 42 (1940)
- Reifende Frucht (Ernst Kraus), Drei Duette für Sopran, Alt und Klavier op. 23 (1935–1941)
- Fünf Rilke-Lieder aus den „Frühen Gedichten“ für eine Singstimme und Klavier op. 45 (1943)
- Lieder und Sprüche nach Worten von Goethe für hohe Singstimme und Klavier op. 49 (1949)
- Der Panther und andere Rilke-Gedichte für eine tiefe Singstimme und Klavier op. 50/1 (1949)
- Das Karussell und andere Rilke-Gedichte für eine hohe Singstimme und Klavier op. 50/2 (1950)
- Vier Lieder nach Gedichten von R. Habetin für Sopran, Flöte und Klavier op. 63 (1965)
- Drei Lieder nach Gedichten von Goethe für Tenor und Klavier op. 65 (1966–1981)

#### Kanons a cappella und mit Instrumenten (Auswahl)
- Nacht bricht an (Novema Marx) zu vier Stimmen (1935), auch holländisch, französisch und englisch
- Sonne ist hinabgestiegen (Karl Marx) zu vier Stimmen (1935), auch holländisch und französisch
- Schläft ein Lied in allen Dingen (Eichendorff) zu vier Stimmen (1935), auch französisch und englisch
- Kuckuck sitzt auf hoher Buchen (Karl Marx) zu zwei Stimmen in der Unterquart (1935), auch französisch und finnisch
- Laßt uns tanzen zu drei Stimmen (1939), auch finnisch
- Sine musica nulla vita zu vier Stimmen (1954)

## Dokumente und Schriften
- Briefe von Karl Marx, im Bestand des Leipziger Musikverlages C. F. Peters im Staatsarchiv Leipzig
- Analyse der Klaviersonate B-Dur (KV 333) von W. A. Mozart. Stuttgart 1966.
- Zur Einheit der zyklischen Form bei Mozart. Mit 134 Notenbeispielen. Stuttgart 1971.
- Neue Musik – Ausdruck unserer Zeit. In: Hausmusik. 13. Jg. 1949, S. 29–38.
- Der Neue Liedsatz. In: Hausmusik. 15. Jg. 1951, S. 117–125.
- Einführung in ein zeitgenössisches symphonisches Werk: Béla Bartók, Musik für Saiteninstrumente, Schlagzeug und Celesta. In: Musikerziehung in der Schule. Mainz 1965, S. 216–232.
- Schulmusik zwischen Kunst und Wissenschaft. In: Musica. 12. Jg. 1958, S. 511–514.
- Grenzen des Verständnisses und der Ausführbarkeit in den Bereichen der Gebrauchsmusik. In: Hausmusik. 24. Jg. 1960, S. 116–124.
- Kasseler Musiktage. In: Hausmusik. 25. Jg. 1961, S. 169–179.
- Über die zyklische Sonatensatzform, zu dem Aufsatz von Günther von Noé. In: Neue Zeitschrift für Musik. 125. Jg. 1964, S. 142–146.
- Einige Anmerkungen zu Schuberts Forellenquintett und Oktett. In: Neue Zeitschrift für Musik. 132. Jg. 1971, S. 588–592.
- Über thematische Beziehungen in Haydns Londoner Symphonien. In: Haydn-Studien. Bd. IV, 1976, S. 1–20.
- Der musikalische Schaffensprozeß. In: Schwäbische Sängerzeitung. 31. Jg. 1982, S. 256–260.